# Airion
Airion is een gemeente in het Franse departement Oise (regio Hauts-de-France) en telt 470 inwoners (1999). De plaats maakt deel uit van het arrondissement Clermont.

## Geografie
De oppervlakte van Airion bedraagt 6,8 km², de bevolkingsdichtheid is 69,1 inwoners per km².
De onderstaande kaart toont de ligging van Airion met de belangrijkste infrastructuur en aangrenzende gemeenten.

## Demografie
Onderstaande figuur toont het verloop van het inwonertal (bron: INSEE-tellingen).